# Garoowe
Koordinaten: 8° 24′ N, 48° 29′ O

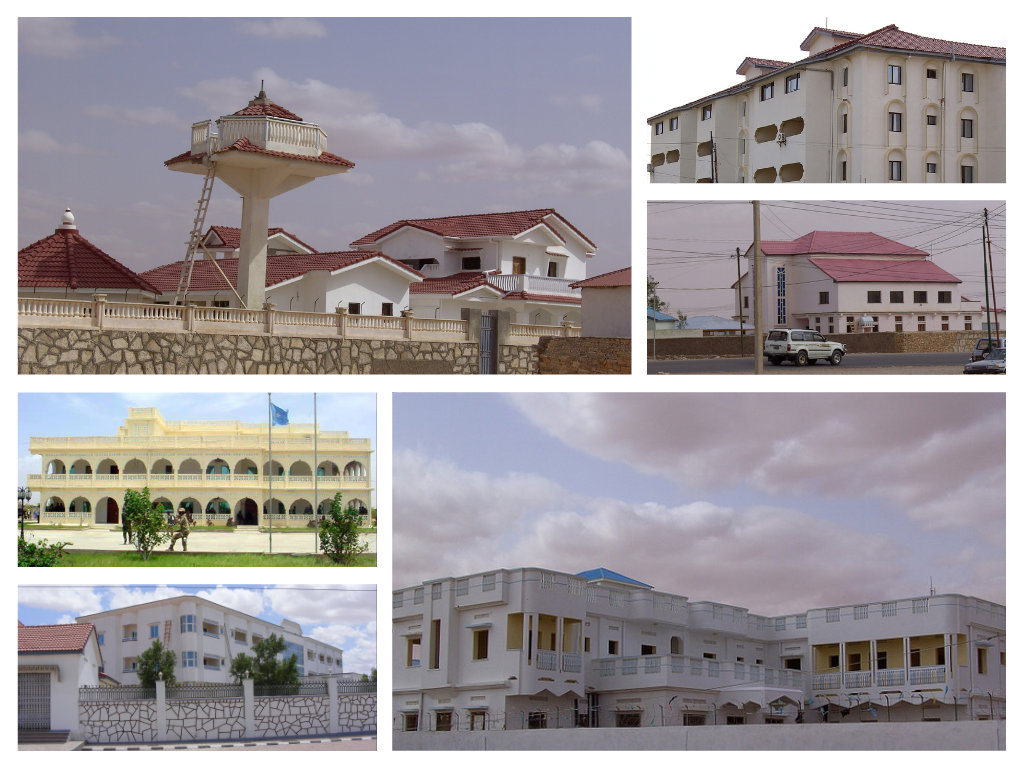
Zusammenstellung von Bildern aus Garoowe

Garoowe (alternative Schreibweisen: Garōwe, Garowe, Gaarowe, Garoe) ist die Hauptstadt von Puntland, einem faktisch autonomen Gebiet von Somalia. Hier befinden sich das Regionalparlament, der Präsidentenpalast sowie die jeweiligen Ministerien. Daneben ist Garoowe Hauptstadt der Region Nugaal.

## Lage
Garoowe liegt im Nugaal-Tal, das von allmählich ansteigenden Hochplateaus begrenzt wird, die im Norden, Westen und Süden Höhen von 500 bis 1.000 Metern (1.600 bis 3.300 Fuß) über dem Meeresspiegel erreichen. Der westliche Teil des gleichnamigen Plateaus wird von zahlreichen Tälern durchzogen. Die Stadt befindet sich im geographischen Zentrum von Puntland und liegt an einer wichtigen somalischen Nord-Süd-Fernstraße. Diese sorgte für die rasche Entwicklung einer Landstadt zu einer regionalen Metropole.

## Bevölkerung
Garoowe hat etwa 50.000 Einwohner und ist die fünftgrößte Stadt der Region nach Boosaaso, Gaalkacyo, Goldogob und Laascaanood. Die wichtigsten Clans in Garoowe sind der Isse Mahamud, ein Unter-Clan der Majeerteen, gefolgt vom Mahamed Adan, ein Unter-Clan der Leelkase. Beide gehören zum Darod-Clan. 